# Dicranomyia (Peripheroptera) fuscoanalis
Dicranomyia (Peripheroptera) fuscoanalis is een tweevleugelige uit de familie steltmuggen (Limoniidae). De soort komt voor in het Neotropisch gebied.